# Masi d’Imèr
Masi d’Imèr ist eine Fraktion der italienischen Gemeinde (comune) Imèr in der Provinz Trient in der Region Trentino-Südtirol mit etwa 50 Einwohnern.

## Lage
Der Ort liegt etwa 51 km nordöstlich von Trient auf der orographisch rechten Talseite im Primiero etwas oberhalb des Torrente Cismon auf 620 m.s.l.m.

## Geschichte
Ab dem Mittelalter wurden nach Masi d’Imer die Baumstämme aus dem gesamten Primiero an das Cismonufer gebracht und vom sogenannten Hafen von Masi über den Cismon und den Brenta nach Venedig gedriftet.
Im Jahr 1826 wurde eine Grundschule gebaut, die 1970 wegen Schülermangels geschlossen wurde.
Gegenüber der alten Schule befindet sich eine Kirche, die im Jahr 2000 von Alpini erbaut wurde. Sie wurde Mariä Geburt und Mauritius, dem Patron der Alpini, geweiht.